# See Emily Play
«See Emily Play» (с англ. — «Смотри, как играет Эмили») — второй сингл британской психоделик-рок-группы Pink Floyd. Эта композиция была написана лидером группы Сидом Барреттом и издана 23 мая 1967 года. На второй стороне сингла помещена песня «The Scarecrow», также написанная Барреттом, которая впоследствии войдет в дебютный альбом группы The Piper at the Gates of Dawn.
Позже композиция «See Emily Play» появилась на американском издании альбома The Piper at the Gates of Dawn (1967) и на сборниках
The Best of the Pink Floyd (1970),
Relics (1971),
Masters of Rock (1974),
Works (1983),
Shine On (1992),
Echoes: The Best of Pink Floyd (2001).
Песня была занесена в Зал славы рок-н-ролла и вошла в список 500 песен, которые изменили рок-н-ролл.

## История записи
Барретт, по некоторым сведениям, не был доволен итоговой версией композиции. Он выступал против её выпуска, их продюсер Норман Смит объяснял, что это было основано на страхе Барретта перед коммерцией. Во время сессий записи песни Дэвид Гилмор был посетителем студии, будучи приглашенным Сидом. Он был потрясен тем, что он чувствовал изменение в индивидуальности Сида, и Сид, казалось, даже не признал своего старого друга, несмотря на то что пригласил его туда первым. Много лет Гилмор вспоминал это столкновение с высказыванием «I’ll go on record as saying, that was when he changed».
Американский сингл (Tower 356) был выпущен Tower Records 3 раза между июлем 1967 и в конце 1968. Каждый раз композиция была не в состоянии дублировать свой британский успех.
Слайд-гитара в песне, как поговаривают, была сыграна Барреттом зажигалкой Zippo. Поезд, изображенный на обложке сингла, был фактически нарисован непосредственно Барреттом.
Часть вокальной мелодии была сыграна на синтезаторе Минимуг в самом конце (12:15) «Shine On You Crazy Diamond (Parts VI—IX)» в конце альбома Wish You Were Here как трибьют Сиду.
Басовый риф из песни похож на используемый в «Goodbye Cruel World» с двойного альбома The Wall (1979) и в «Careful with That Axe, Eugene».

## Название и текст
Песня повествует о девочке по имени Эмили, которую, по утверждениям Барретта, он видел во сне, в лесу, после принятия галлюциногена. Позже Барретт заявил, что история о сне и наблюдении в лесу девочки была составлена «… исключительно для рекламы» (англ. «…all for publicity»). Согласно A Saucerful of Secrets: The Pink Floyd Odyssey, написанной Николасом Шэффнером, Эмили — почтенная Эмили Янг (родилась 13 марта 1951), дочь Вейланда Хилтона Янга, 2-го барона Кеннет, у которой было прозвище «психоделическая школьница» в Клубе UFO. Статья в журнале Mojo, названая «See the Real Emily», возможно, показывает Эмили Барретта.
«See Emily Play» называлась также «Games for May» и иногда «Free Games for May» после выступления Pink Floyd в Queen Elizabeth Hall 12 мая 1967.

## История концертных исполнений

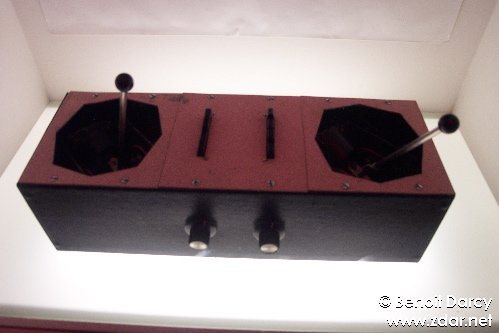
Пульт управления системой «азимут-координатор», впервые эта система была применена 12 мая 1967 года во время представления «Games for May»

12 мая 1967 года «See Emily Play» исполнялась группой на двухчасовом концерте «Games for May» в Куин Элизабет Холле. Впервые на концертах группа использовала квадрофоническую звуковую систему, управляемую «азимут-координатором». Помимо ставшего обычным для группы светового шоу, концерт сопровождался показом 35-миллиметровых фильмов, проецируемых прямо на музыкантов, и полётом тысяч мыльных пузырей.
Песня оставалась в сет-листе группы всего лишь в течение нескольких месяцев. Последний раз она была сыграна 25 ноября 1967 в Блэкпуле. В 1968 Pink Floyd поехали в Бельгию, где они снимались в клипе «See Emily Play», а также в клипах «Astronomy Domine», «The Scarecrow», «Apples and Oranges», «Paint Box», «Set the Controls for the Heart of the Sun», и «Corporal Clegg». Сид Барретт не поехал в Бельгию, его заменил Дэвид Гилмор.

## Исполнение на телевидении
Попав на верхние строчки хит-парадов, песня должна была исполняться по телевидению в программе Top of the Pops столько недель, сколько песня находилась в первой «десятке». Пинк Флойд участвовали в этом шоу с песней «See Emily Play» три раза.

## Другие версии
Дэвид Боуи сделал версию композиции «See Emily Play» для своего альбома Pin Ups 1973.
All About Eve исполняли песню приблизительно в 1992 и сделали демозапись, которая не была выпущена в 2006 как часть Keepsakes.
Кавер «See Emily Play» был записан на альбоме блюграсс «Pickin' on Pink Floyd: A Bluegrass Tribute» (2006).
Кавер «See Emily Play» появляется на альбоме «I Know You’re Married But I’ve Got Feelings Too» (2008) Марты Уэйнрайт.
Кавер «See Emily Play» также находился на перевыпуске альбома «The End Is Begun» (2008) группы 3. Это в большой степени измененная версия с перестроенной лирикой.
Кавер «See Emily Play» находился на 14 изданиях the Pebbles «Three To One».

## Участники записи
- Сид Баррет — вокал, электрогитара, слайд-гитара;
- Роджер Уотерс — бас-гитара, бэк-вокал;
- Ричард Райт — орган Farfisa[англ.], фортепиано, электрический клавесин Baldwin[англ.], бэк-вокал;
- Ник Мейсон — ударные.